# Sheila A. Greibach
Sheila Adele Greibach (* 6. Oktober 1939 in New York City) ist eine Mathematikerin und arbeitet hauptsächlich in der theoretischen Informatik. Nach ihr ist die Greibach-Normalform benannt.
Im Jahr 1960 erwarb sie ihren A.B. degree vom Radcliffe College (das ist eine Art Bachelor) in Linguistik und angewandter Mathematik mit summa cum laude und erhielt im Jahr 1962 dort den A.M. degree (Master).
Sheila Greibach promovierte im Jahr 1963 zum Ph.D. in angewandter Mathematik an der Harvard University bei Anthony Oettinger. Sie arbeitete an der Harvard University in der Abteilung Division of Engineering and Applied Physics und wechselte im Jahr 1969 zur University of California in Los Angeles (UCLA) und arbeitet dort seit 1970 im Computer Science Department als Professorin.
Sie hat eine große Zahl von Arbeiten über Komplexitätstheorie, Semantik, Formale Sprachen, Automatentheorie und Berechenbarkeitstheorie publiziert.
Sie arbeitete sehr viel mit Seymour Ginsburg und Michael A. Harrison zusammen, insbesondere auf den Gebieten Parsing und kontextsensitive Sprachen.
Zu ihren Schülern gehören Ronald V. Book und Michael Fischer.
| Personendaten    | Personendaten                                      |
| ---------------- | -------------------------------------------------- |
| NAME             | Greibach, Sheila A.                                |
| ALTERNATIVNAMEN  | Greibach, Sheila Adele (vollständiger Name)        |
| KURZBESCHREIBUNG | US-amerikanische Mathematikerin und Informatikerin |
| GEBURTSDATUM     | 6. Oktober 1939                                    |
| GEBURTSORT       | New York City                                      |